# 69-та піхотна дивізія (Третій Рейх)
69-та піхотна дивізія (Третій Рейх) (нім. 69. Infanterie-Division) — піхотна дивізія Вермахту за часів Другої світової війни.

## Історія
69-та піхотна дивізія була сформована 26 серпня 1939 року в ході 2-ї хвилі мобілізації Вермахту.

## Райони бойових дій
- Німеччина (вересень 1939 — квітень 1940);
- Норвегія (квітень 1940 — квітень 1943);
- Східний фронт (північний напрямок) (квітень 1943 — вересень 1944);
- Східний фронт (центральний напрямок) (вересень 1944 — січень 1945);
- Німеччина (Східна Пруссія) (січень — квітень 1945).

## Командування

### Командири
- генерал артилерії Герман Тіттель (нім. Hermann Tittel) (26 серпня 1939 — 28 вересня 1941);
- генерал-лейтенант Бруно Ортнер (нім. Bruno Ortner) (29 вересня 1941 — 1 лютого 1944);
- генерал-лейтенант Зігфрід Райн (нім. Siegfried Rein) (1 лютого 1944 — 20 січня 1945), загиблий у бою;
- оберст Рудольф Грімм (нім. Rudolf Grimme) (20 січня — 9 лютого 1945);
- генерал-майор Каспар Фолькер (нім. Kaspar Völker) (9 лютого — 9 квітня 1945).

## Нагороджені дивізії
Нагороджені Сертифікатом Пошани Головнокомандувача Сухопутних військ для військових формувань Вермахту
- 14 жовтня 1943 — 2/159-го гренадерського полку за 2 збитих літака противника 10 лютого 1943 (№ 385);

Нагороджені дивізії
|  | Кавалери Золотого Німецького Хреста                                                                        | 30 |
|  | Кавалери Лицарського хреста Залізного хреста                                                               | 11 |
|  | Кавалери Почесної відзнаки Сухопутних військ «Почесна застібка на орденську стрічку для Сухопутних військ» | 9  |

- Нагороджені Сертифікатом Пошани Головнокомандувача Сухопутних військ (2)